# Jeunesse sportive de Likasi
La JS Likasi est un club de football du congolais de la ville de Likasi.

## Palmarès
- LIFKAT
  - Champion : 2005[1]